# Storthyngura octospinosalis
Storthyngura octospinosalis is een pissebed uit de familie Munnopsidae. De wetenschappelijke naam van de soort is voor het eerst geldig gepubliceerd in 1972 door Robert J. Menzies & Robert Y. George.